# Intrusion Lake
Der Intrusion Lake ist ein 300 m langer See auf Annenkov Island vor der Südküste Südgeorgiens. Er liegt nordnordöstlich des Olstad Peak im Zentrum der Insel.
Der British Antarctic Survey kartierte und benannte ihn zwischen 1972 und 1973. Namensgebend ist der unregelmäßige Verlauf des Nordufers, der durch zahlreiche Intrusionen von Andesit verursacht ist.